# Lillasjö (Molla socken, Västergötland)
Lillasjö är en sjö i Herrljunga kommun i Västergötland och ingår i Göta älvs huvudavrinningsområde. Den 10 kilometer långa vandringsleden Fjällastigen passerar sjön.